# Chipley
Chipley é uma cidade localizada no estado americano da Flórida, no condado de Washington, do qual é sede. Foi incorporada em 1901.

## Geografia
De acordo com o United States Census Bureau, a cidade tem uma área de 10,8 km², onde todos os 10,8 km² estão cobertos por terra.

### Localidades na vizinhança
O diagrama seguinte representa as localidades num raio de 24 km ao redor de Chipley.

## Demografia
Segundo o censo nacional de 2010, a sua população é de 3 605 habitantes e sua densidade populacional é de 333 hab/km², o que a torna a localidade mais populosa e mais densamente povoada do condado de Washington. Possui 1 615 residências, que resulta em uma densidade de 149,2 residências/km².